# جيراسولي
جيراسولي، (بالإنجليزية: Girasole)‏، (سردينيا: Gelisui)، هي بلدية، في مقاطعة نوورو، في منطقة سردينيا الإيطالية، وتقع على بعد حوالي 90 كم (56 ميل) شمال شرق كالياري، وحوالي 2 كم (1.2 ميل) شمال غرب تورتولو.

## السكان
في سنة 1861 بلغ عدد السكان 316 نسمة، وتطور العدد ليصل في سنة 2011 لـ 1٬191 نسمة.
يظهر هذا المخطط البياني تطور النمو السكاني لـ جيراسولي